# Chapelle de la Trinité (Lyon)

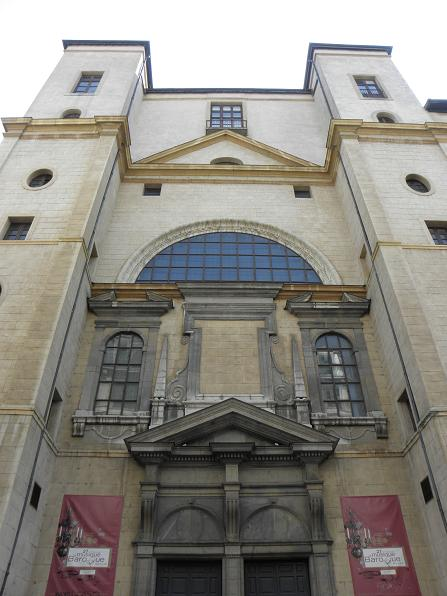
Chapelle de la Trinité (Lyon)

Die Chapelle de la Trinité (deutsch: Dreifaltigkeitskapelle) ist eine ehemalige römisch-katholische Kirche im 2. Arrondissement von Lyon.

## Lage
Die Kirche steht am Westufer der Rhône auf der Höhe der Fußgängerbrücke Passerelle du Collège. Sie ist Teil des Gymnasialgebäudes Collège-lycée Ampère.

## Geschichte

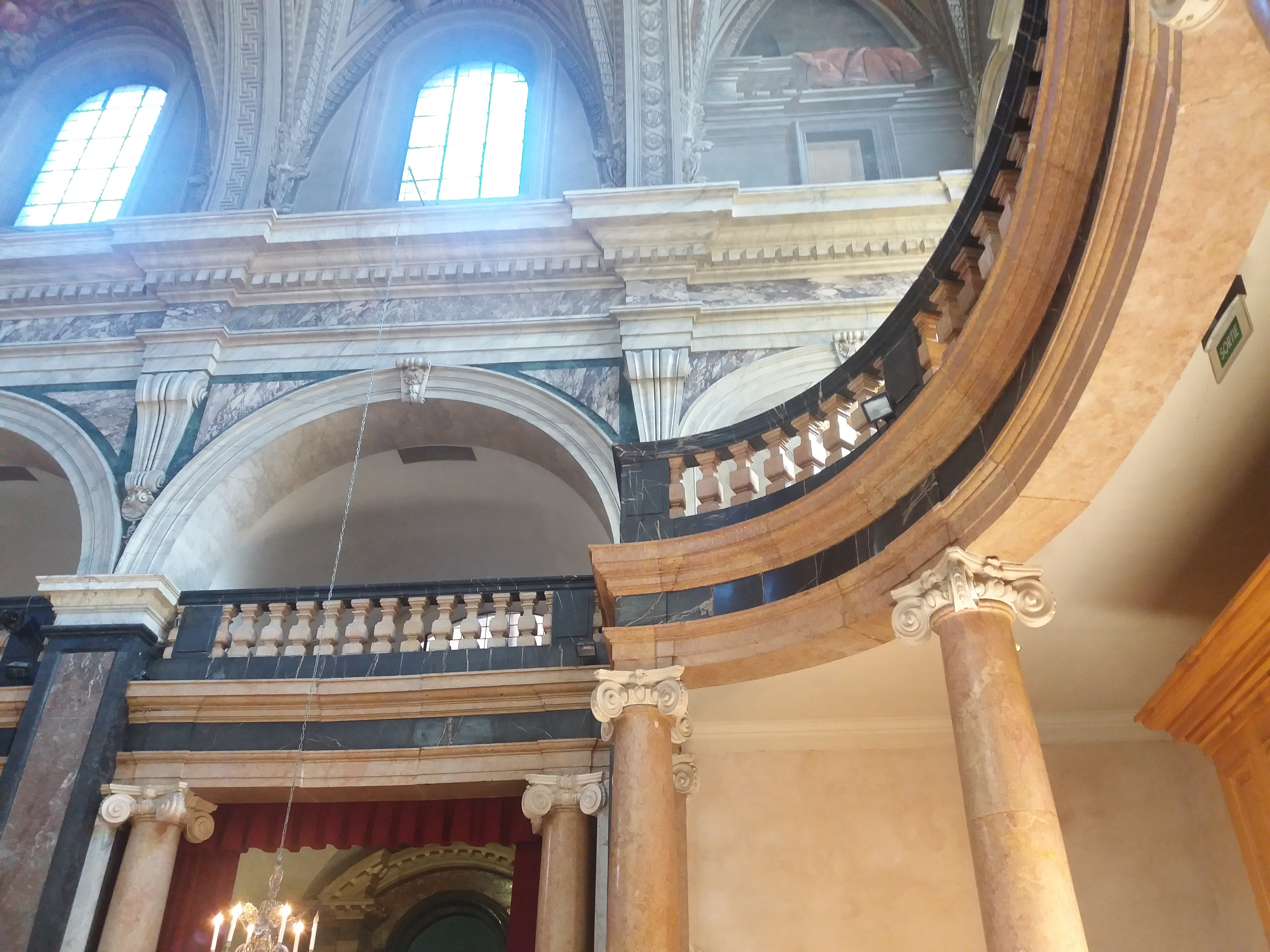
Empore und Fenster

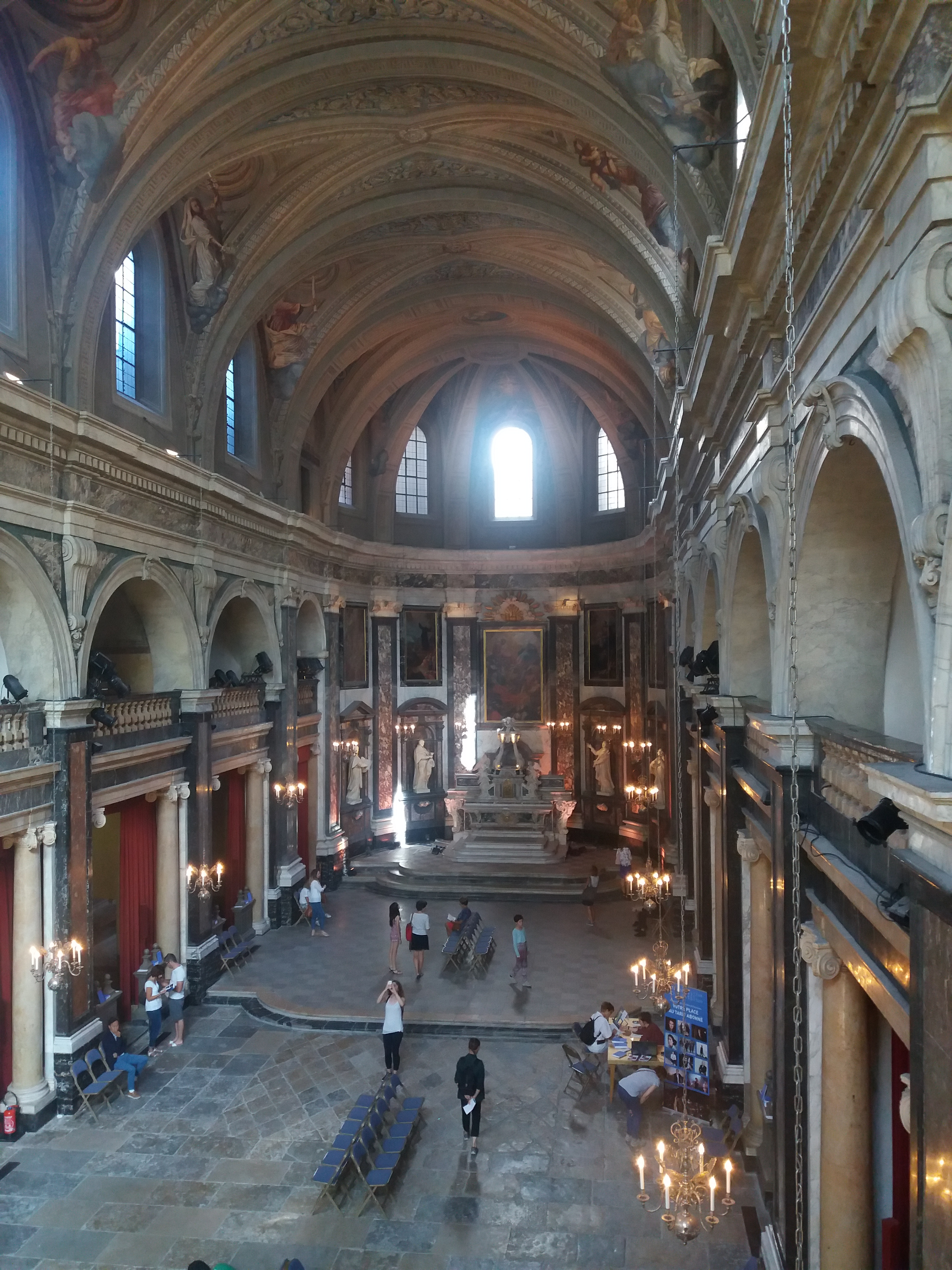
Inneres

1565 übernahmen die Jesuiten die Leitung der Dreifaltigkeitsschule (Collège de la Trinité) und ließen von 1617 bis 1622 nach Entwürfen des Jesuiten Etienne Martellange (1569–1641) eine große Kapelle bauen, die 1754 von Jean-Antoine Morand (1729–1794) neu ausgestattet wurde. Die religiöse Nutzung endete mit der Französischen Revolution. Hier proklamierten am 26. Januar 1802 die 400 Mitglieder der Ratsversammlung der  Cisalpinischen Republik die von Napoleon Bonaparte geführte Erste Italienische Republik. Heute dient der große Raum (500 Quadratmeter) Konzerten, Ausstellungen und Events.

## Ausstattung
Der barocke Kirchenraum mit 12 Kapellen und umlaufender Empore profitierte von Restaurierungen im 19. Jahrhundert (durch Tony Desjardins) und in den 1990er Jahren durch Jean-Gabriel Mortamet (1930–2007) und Didier Repellin. Die Gewölbemalereien (1646–1650) stammen von Nicolas Labbé (1608–1647) und dem Jesuiten Antoine Virys. Domenico Magnani aus Carrara schuf 1734 den Hauptaltar in polychromem Marmor. Gemälde stammen von Ferdinand Delamonce und Horace Le Blanc (1575–1637). Im Chor stehen die Figuren der vier Jesuitenheiligen Ignatius von Loyola, Franz Xaver,  Franz von Borja und Aloisius von Gonzaga.